# BPD Colleferro 1950-1951
Questa pagina raccoglie i dati riguardanti la B.P.D. Colleferro nelle competizioni ufficiali della stagione 1950-1951.

## Stagione

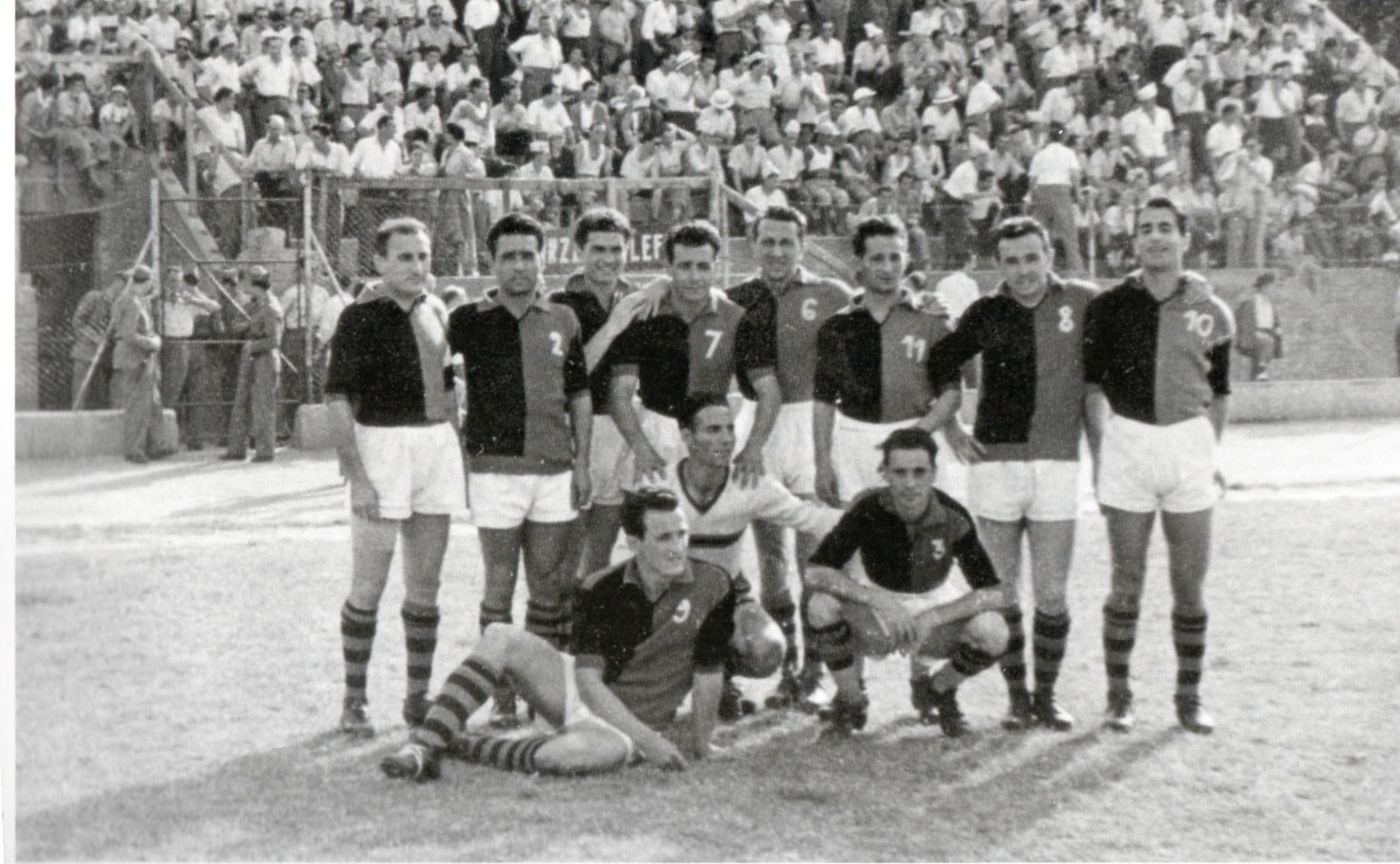
Formazione del Colleferro 50-51

Per il Colleferro questo campionato si dimostra il miglior campionato di sempre nella sua storia, infatti sfiora per 9 punti la promozione in serie B e registra il suo miglior piazzamento in Serie C di sempre, nella classifica dei gol fatti su 4 gironi arriva seconda a 83 gol fatti dopo il Monza con 84 gol.

## Divise
| 1950-51 |

## Risultati

### Serie C

#### Girone di andata
| Pistoia 24 settembre 1950 1ª giornata | Pistoiese | 0 – 2 | B.P.D. Colleferro |  |

| Colleferro 1º ottobre 1950 2ª giornata | B.P.D. Colleferro | 1 – 2 | Maceratese | \| Arbitro: \| Stadio Comunale \| |
| Arbitro:                               | Stadio Comunale   |       |            |                                   |

| Empoli 8 ottobre 1950 3ª giornata | Empoli | 0 – 3 | B.P.D. Colleferro |  |

| Colleferro 15 ottobre 1950 4ª giornata | B.P.D. Colleferro | 3 – 1 | Carrarese | Stadio Comunale |

| San Benedetto del Tronto 22 ottobre 1950 5ª giornata | Sambenedettese | 1 – 1 | B.P.D. Colleferro |  |

| Arbitro: | Bianchi (Modena) |

|                              |           |                           |
| Pozzuoli 11’, 39’ Romani 37’ | Marcatori | 32’ Romoli 66’ Mazzoni II |

| Arbitro: | Perego (Milano) |

|             |           |  |
| Ferrari 51’ | Marcatori |  |

| Arbitro: | Gambarotta (Genova) |

|                                   |           |                             |
| Ronzi 61’ Stocco 64’ Barbieri 67’ | Marcatori | 68’ Schiavetti 87’ Borsetti |

| Arbitro: | De Angelis (Salerno) |

|                                     |           |             |
| Borsetti II 11’ (rig.) Pozzuoli 44’ | Marcatori | 60’ Paolini |

| Arbitro: | Seo (Napoli) |

|              |           |                |
| Pozzuoli 21’ | Marcatori | 69’ Fioravanti |

| Arbitro: | Sinico (Verona) |

|                         |           |             |
| Romani 69’ Pozzuoli 89’ | Marcatori | 85’ Tugnoli |

| Arbitro: | Zoli (Pontedera) |

|                                                                 |           |               |
| Borsetti II 48’ Marchionni 63’ Pozzuoli 67’ Borsetti 71’ (rig.) | Marcatori | 22’ Strolighi |

| Arbitro: | Casagrande (Milano) |

|                                                         |           |                                    |
| Paolinelli 24’ Lucianetti 53’ Sdrubolini 55’ Bodini 79’ | Marcatori | 69’ Nottoli 75’ Pozzuoli 83’ Corsi |

| Arbitro: | Fumagalli (Milano) |

|                                                                      |           |                           |
| Chiaretti 9’, 72’ Corsi 11’, 52’ Borsetti 23’ Ricci 85’ Pozzuoli 90’ | Marcatori | 70’ Maselli 87’ Bercarich |

| Arbitro: | Griggi (Brescia) |

|                     |           |               |
| Rossi 26’, 39’, 87’ | Marcatori | 72’ Chiaretti |

| Arbitro: | Bombacigno (Bari) |

|                                   |           |              |
| Corsi 6’ Chiaretti 28’ Natali 82’ | Marcatori | 79’ Bianucci |

| Arbitro: | Perego (Milano) |

|                                       |           |           |
| Zucchini 1’ Gatti 43’ Salmoiraghi 68’ | Marcatori | 35’ Ricci |

| Arbitro: | Occhinegro (Taranto) |

|                                     |           |                |
| Ricci 52’ Borsetti 62’ Pozzuoli 73’ | Marcatori | 23’ Zucchinali |

| Arbitro: | Mazzoni (Parma) |

|                                                                 |           |                                 |
| Buda 13’, 66’ Lini 48’, 86’ Tossio 55’, 88’ Beligni 65’ Bay 84’ | Marcatori | 44’, 54’ Pozzuoli 45’ Chiaretti |

#### Girone di ritorno
| Arbitro: | Buretti (Milano) |

|                                            |           |             |
| Pozzuoli 8’, 35’ Natali 25’ Marchionni 40’ | Marcatori | 5’ Ferenczy |

| Arbitro: | Crivelli (Viareggio) |

|               |           |               |
| Chiaretti 45’ | Marcatori | 66’ Fagazzini |

| Arbitro: | Irlando (Torre Annunziata) |

|                       |           |  |
| Romani 35’ Natali 88’ | Marcatori |  |

| Carrara 25 febbraio 1951 | Carrarese | 0 – 2 | B.P.D. Colleferro |  |

| Arbitro: | Coppolone (Bari) |

|                   |           |  |
| Pozzuoli 23’, 48’ | Marcatori |  |

| Signa 11 marzo 1951 | Signe | 0 – 0 | B.P.D. Colleferro |  |

| Arbitro: | Gentile (Catanzaro) |

|                                                      |           |             |
| Corsi 9’, 59’ Pozzuoli 39’, 85’ (rig.) Chiaretti 66’ | Marcatori | 84’ Tanelli |

| Colleferro 25 marzo 1951 | B.P.D. Colleferro | 2 – 0 | Cagliari | Stadio Comunale |

| Arezzo 1º aprile 1951 | Arezzo | 2 – 1 | B.P.D. Colleferro |  |

| Colleferro 15 aprile 1951 | B.P.D. Colleferro | 1 – 0 | Fermana | Stadio Comunale |

| Arbitro: | Gazzelli (Livorno) |

|                                     |           |           |
| Leblanc 43’ Strolighi 53’ Forte 55’ | Marcatori | 57’ Corsi |

| Colleferro 29 aprile 1951 | B.P.D. Colleferro | 1 – 1 | Jesina | Stadio Comunale |

| Prato 6 maggio 1951 | Prato | 1 – 1 | B.P.D. Colleferro | Stadio Lungobisenzio |

| Colleferro 13 maggio 1951 | B.P.D. Colleferro | 4 – 1 | Siena | Stadio Comunale |

| Pontedera 20 maggio 1951 | Pontedera | 1 – 0 | B.P.D. Colleferro |  |

| Colleferro 27 maggio 1951 | B.P.D. Colleferro | 4 – 4 | Perugia | Stadio Comunale |

| Piombino 3 giugno 1951 | Piombino | 5 – 3 | B.P.D. Colleferro | Stadio Magona d'Italia |

| Colleferro 10 giugno 1951 | B.P.D. Colleferro | 1 – 1 | Rosignano Solvay | Stadio Comunale |

## Statistiche di squadra
| Competizione | Punti | In casa | In casa | In casa | In casa | In casa | In casa | In trasferta | In trasferta | In trasferta | In trasferta | In trasferta | In trasferta | Totale | Totale | Totale | Totale | Totale | Totale | DR  |
| Competizione | Punti | G       | V       | N       | P       | Gf      | Gs      | G            | V            | N            | P            | Gf           | Gs           | G      | V      | N      | P      | Gf     | Gs     | DR  |
| ------------ | ----- | ------- | ------- | ------- | ------- | ------- | ------- | ------------ | ------------ | ------------ | ------------ | ------------ | ------------ | ------ | ------ | ------ | ------ | ------ | ------ | --- |
| Campionato   | 46    | 20      | 14      | 5       | 1       | 54      | 22      | 18           | 4            | 3            | 11           | 26           | 36           | 38     | 18     | 8      | 12     | 80     | 58     | +22 |